# شفط طبي

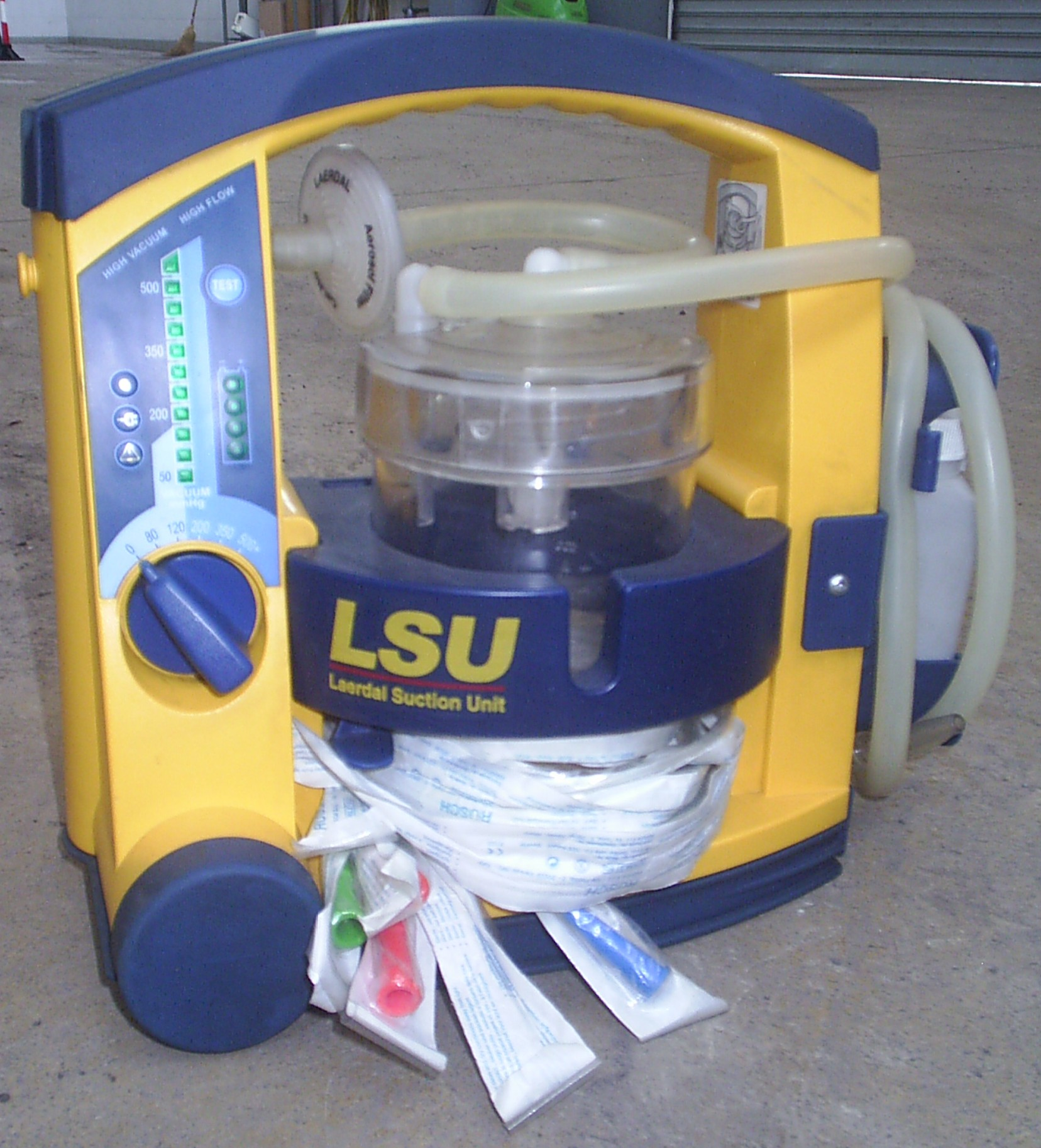
وحدة الشفط المحمولة لسيارة الاسعاف

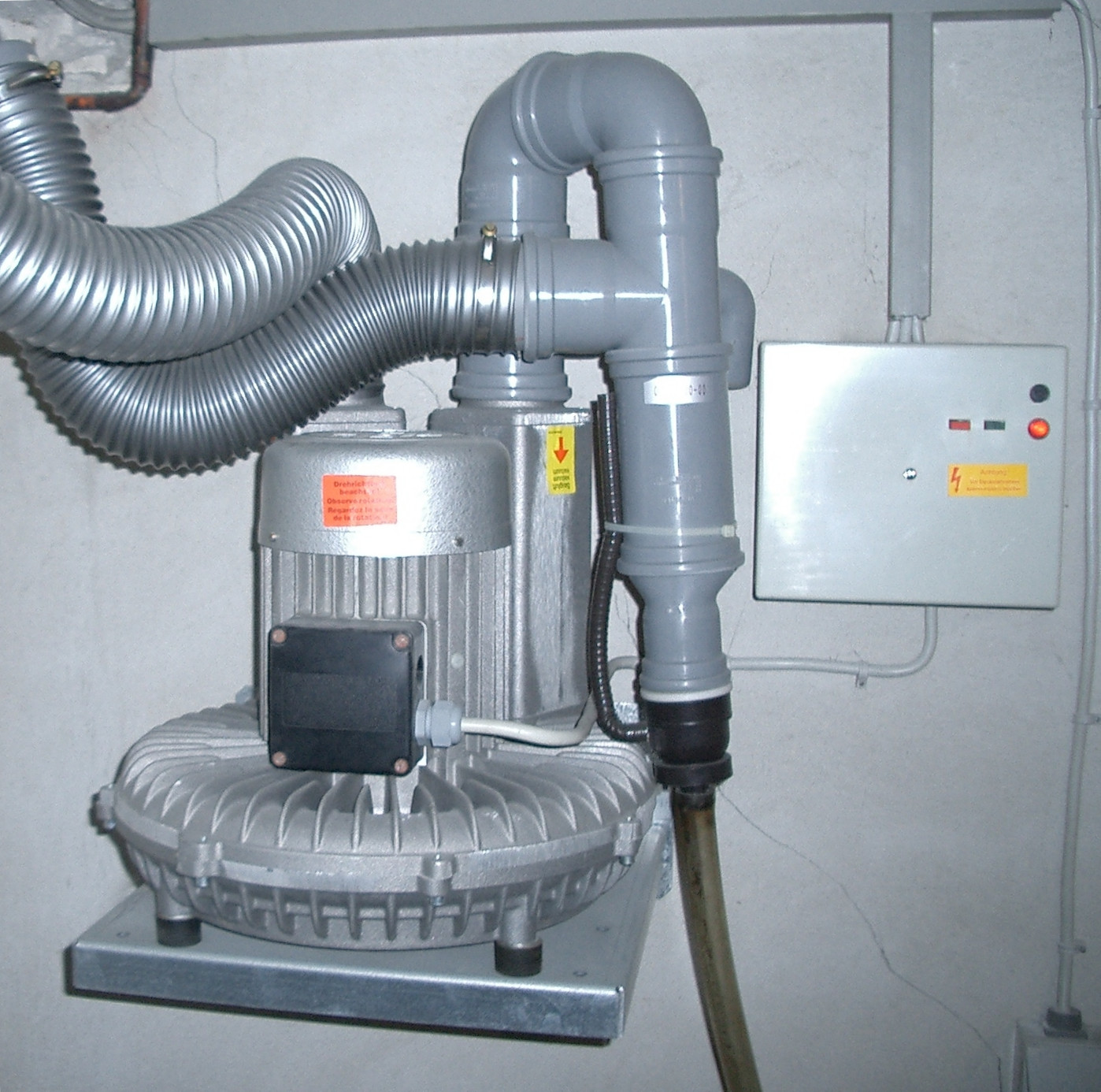
جهاز شفط طبي مركزي

شفط طبي يستخدم لتصفية  المجرى الهوائي من الدم، أو اللعاب، أو القيء، أو أي افرازات أخرى حتى يتمكن المريض من التنفس.
ويمكن للشفط الطبي أن يمنع الالتصاق الرئوي والذي يؤدي إلى
 عدوى الرئة؛ ويستخدم جهاز الشفط الطبي في النظافة الرئوية (عبارة عن مجموعة من الأساليب المستخدمة للتخلص من الافرازات في  الشعب الهوائية) لإزالة السوائل من المسالك الهوائية، لتسهل التنفس ومنع نمو الكائنات الحية الدقيقة.
ويستخدم الشفط في إزالة الدم المتراكم اثناء الجراحة ويمكن أيضا استخدام الشفط لإزالة الدم الذي تراكم داخل الجمجمة بعد نزيف داخل الجمجمة.
اجهزة الشفط عبارة عن مضخات يدوية ميكانيكية أو بطارية أو آليات تعمل بالكهرباء. في كثير من  المستشفيات والمرافق الصحية الأخرى يتم توفير الشفط عادة من قبل منظمات الشفط المتصلة بإمداد الغاز الطبي المركزي عن طريق نظام خطوط الأنابيب. إن طرف شفط يانكوير وهو (أداة شفط شفوية تستخدم في الإجراءات الطبية) البلاستيكي هو أحد الادوات التي يمكن توصيلها بجهاز شفط آخر هو البلاستيك الفرنسي.